# Bernabé de Jesús Méndez Montoya
Bernabé de Jesús Méndez Montoya (Tarímbaro, 10 de junio de 1880-Valtierrilla, 5 de febrero de 1928) fue un sacerdote católico mexicano que es venerado como santo en la Iglesia católica.

## Biografía
Nació el 10 de junio de 1880, en la localidad mexicana de Tarímbaro, Michoacán.
En 1894, ingresó al Seminario Tridentino de Morelia. Su ordenación sacerdotal fue el 3 de junio de 1906, a manos del arzobispo Atenógenes Silva. Desempeñó su ministerio sacerdotal en Huetamo (1906-1907), en Pedernales (1907-1913) y en Valtierrilla.
El 5 de febrero de 1928, fue fusilado durante la persecución cristera en Valtierrilla, Guanajuato.

### Canonización
Fue beatificado el 22 de noviembre de 1992 y canonizado por Juan Pablo II, junto a otros 26 cristianos mexicanos, el 21 de mayo de 2000. Su memoria litúrgica se celebra el 5 de febrero.